# Bohdalec (okres Žďár nad Sázavou)
Bohdalec (německy Bochdaletz) je obec v okrese Žďár nad Sázavou v Kraji Vysočina. Žije zde 275 obyvatel.

## Název
Název se vyvíjel od varianty Pohdalau (1348ú, Bohdalczy (1462), Bohdalecz (1483), Bohdalecz (1667, 1674), Bohdaletz (1718, 1720, 1751), Bochdaletz a Bochdalec (1846) až k podobám Bohdaletz a Bohdalec v roce 1872. Místní jméno znamenalo ves lidí Bohdalových.

## Historie
Obec byla založena pravděpodobně žďárským klášterem koncem 13. století. Klášter založil roku 1252 Boček z Obřan.
První písemná zmínka o obci je farní, z Horní Bobrové, z roku 1348, zmiňuje spor o desátky z přifařených obcí „Pohdalan a Crewczendorf“ (dnes Bohdalec a Rousměrov) V roce 1390 v záznamech figuruje hornobobrovský farář Bohdal. V roce 1462 se ves uvádí jako Bohdalcí a v roce 1483 je zmíněna villa Bohdalec. Okolí je lesnaté, geologicky pestré, zdrojem polodrahokamů. Kutala se tu i železná ruda.
Hasičský sbor byl založen v roce 1893. Škola zde stávala už po roce 1848, ale samostatná jednotřídka byla v obci povolena v roce 1873. Na dvoutřídku se rozšířila v roce 1910. Nová školní budova byla dokončena a vysvěcena v roce 1915, ve štítě nese letopočet 1914 a sídlí tu i mateřská škola. Pod školou se nachází pomník dvaceti padlým z první světové války postavený roku 1929. Na návsi stojí kaplička z roku 1903, se sochou Panny Marie Lurdské z roku 1897, která byla vysvěcena ještě v původní zvonici z roku 1879.
Znak a prapor půl jelena ve skoku je odvozen od pečeti z roku 1667 a doplněn břevny z erbu Bočka z Obřan a zelenou symbolizující zdejší lesy. Lilie je atributem čistoty Panny Marie (Lurdské), patronky obce, které je zasvěcena místní kaplička.

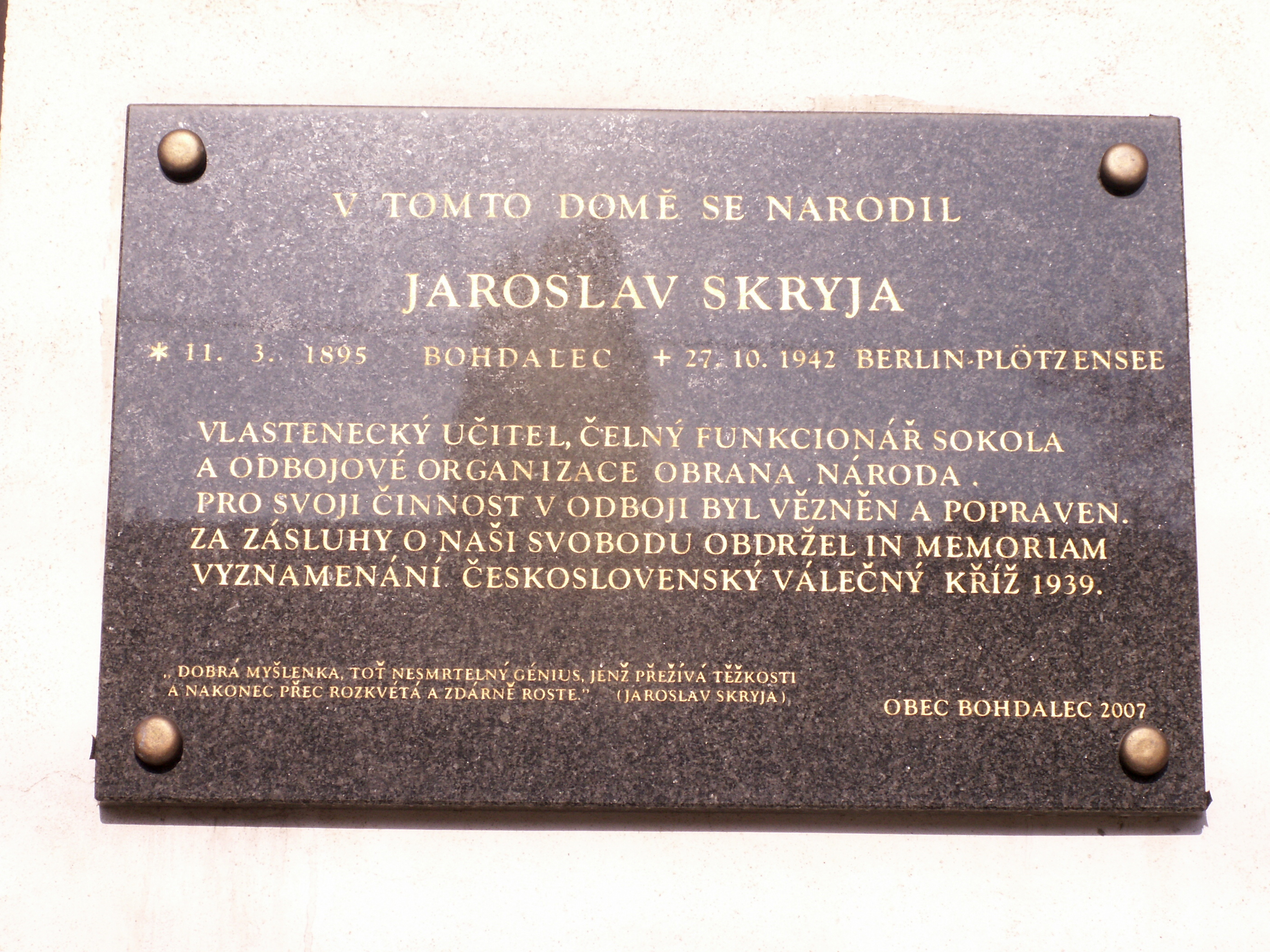
Pamětní deska Jaroslava Skryji

V roce 1895 se v Bohdalci č. 50 narodil vlastenecký učitel Jaroslav Skryja, který byl významným sokolským činovníkem a okresním vedoucím odbojové organizace Obrana národa. Byl umučen v Berlíně, ve vězniciPlötzensee v roce 1942. V roce 1946 mu byl udělen in memoriam Československý válečný kříž 1939. 29. září 2007 byla na rodném domě Jaroslava Skryji slavnostně odhalena pamětní deska.

## Obecní symboly
Právo užívat znak a vlajku bylo obci uděleno rozhodnutím Poslanecké sněmovny Parlamentu České republiky dne 13. května 2003. V zeleném štítě ze stříbrné paty s černým břevnem vyskakuje zlatý jelen se stříbrnou zbrojí, provázený vpravo nahoře stříbrnou lilií. Vlajku tvoří tři vodorovné pruhy, zelený, bílý a černý, v poměru 8:1:1. Z bílého pruhu vyskakuje žlutý jelen s bílou zbrojí provázený v žerďové části bílou lilií. Poměr šířky k délce listu je 2:3. Autorem symbolů obce je Jiří Louda.

## Obyvatelstvo
| Rok            | 1869 | 1880 | 1890 | 1900 | 1910 | 1921 | 1930 |
| Počet obyvatel | 382  | 420  | 441  | 452  | 437  | 435  | 406  |
| Rok            | 1950 | 1961 | 1970 | 1980 | 1991 | 2001 | 2011 |
| Počet obyvatel | 344  | 361  | 345  | 312  | 308  | 301  |      |

## Školství
- Základní škola a Mateřská škola Bohdalec

## Galerie

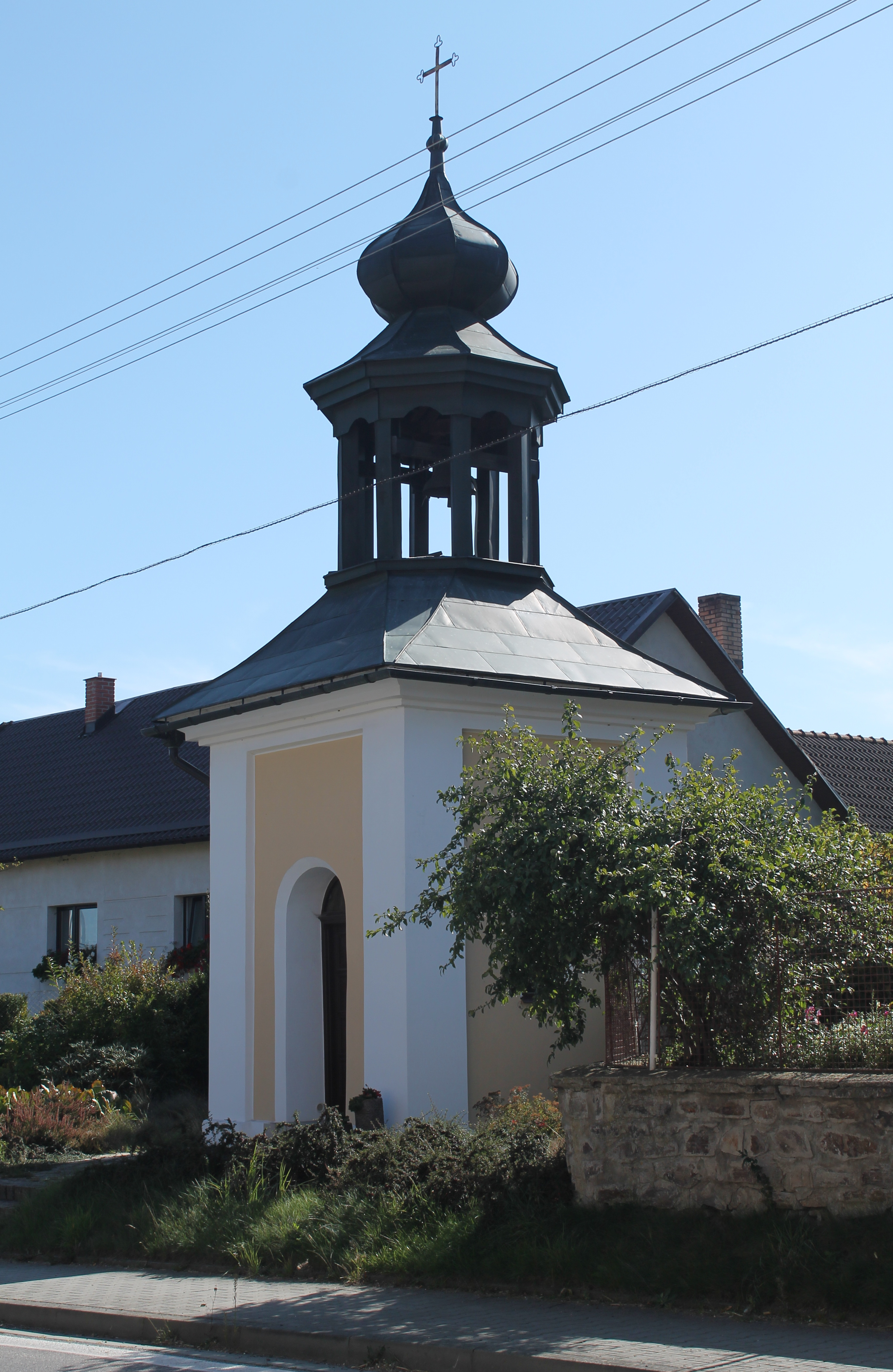
Kaple
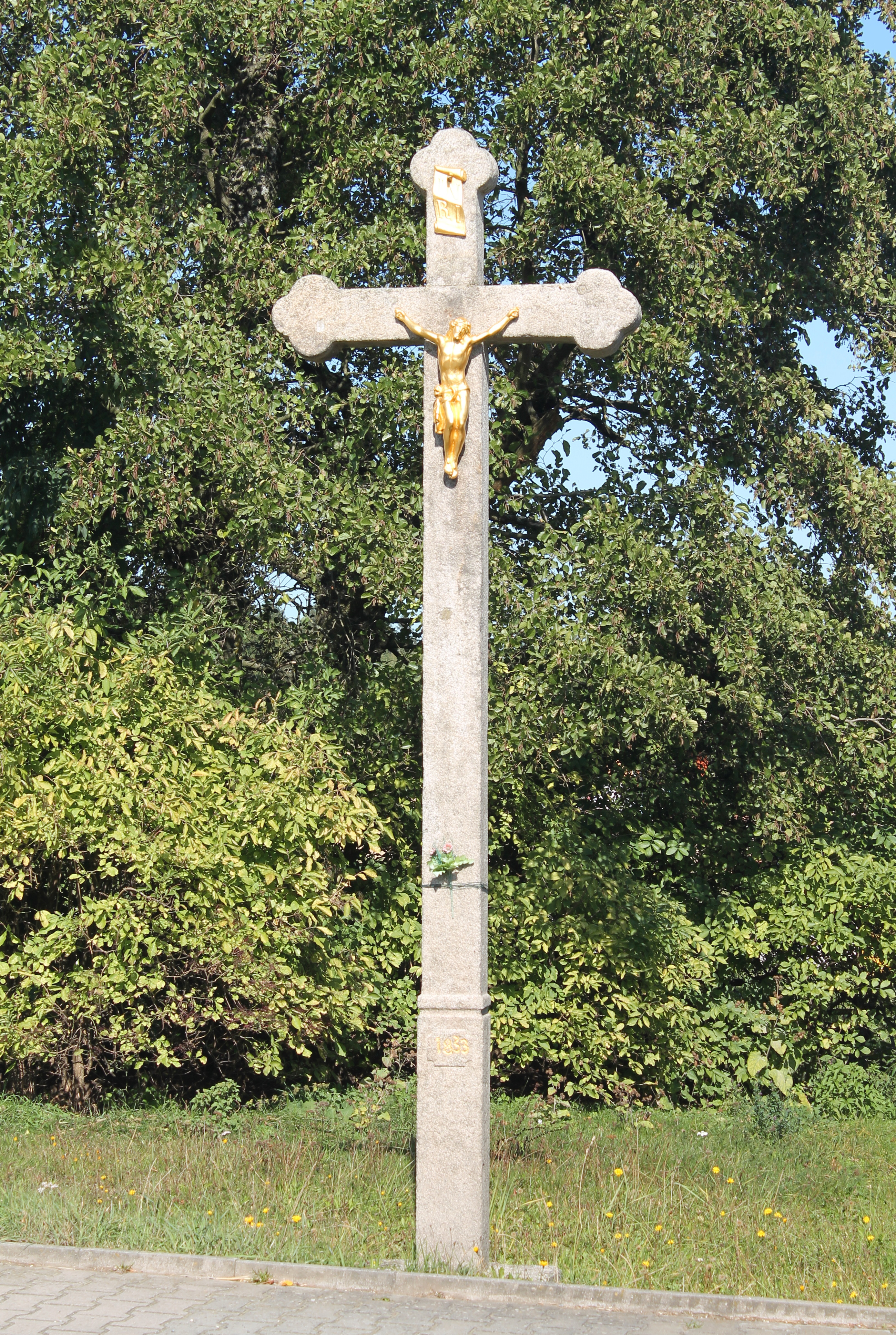
Kříž u silnice v horní části obce
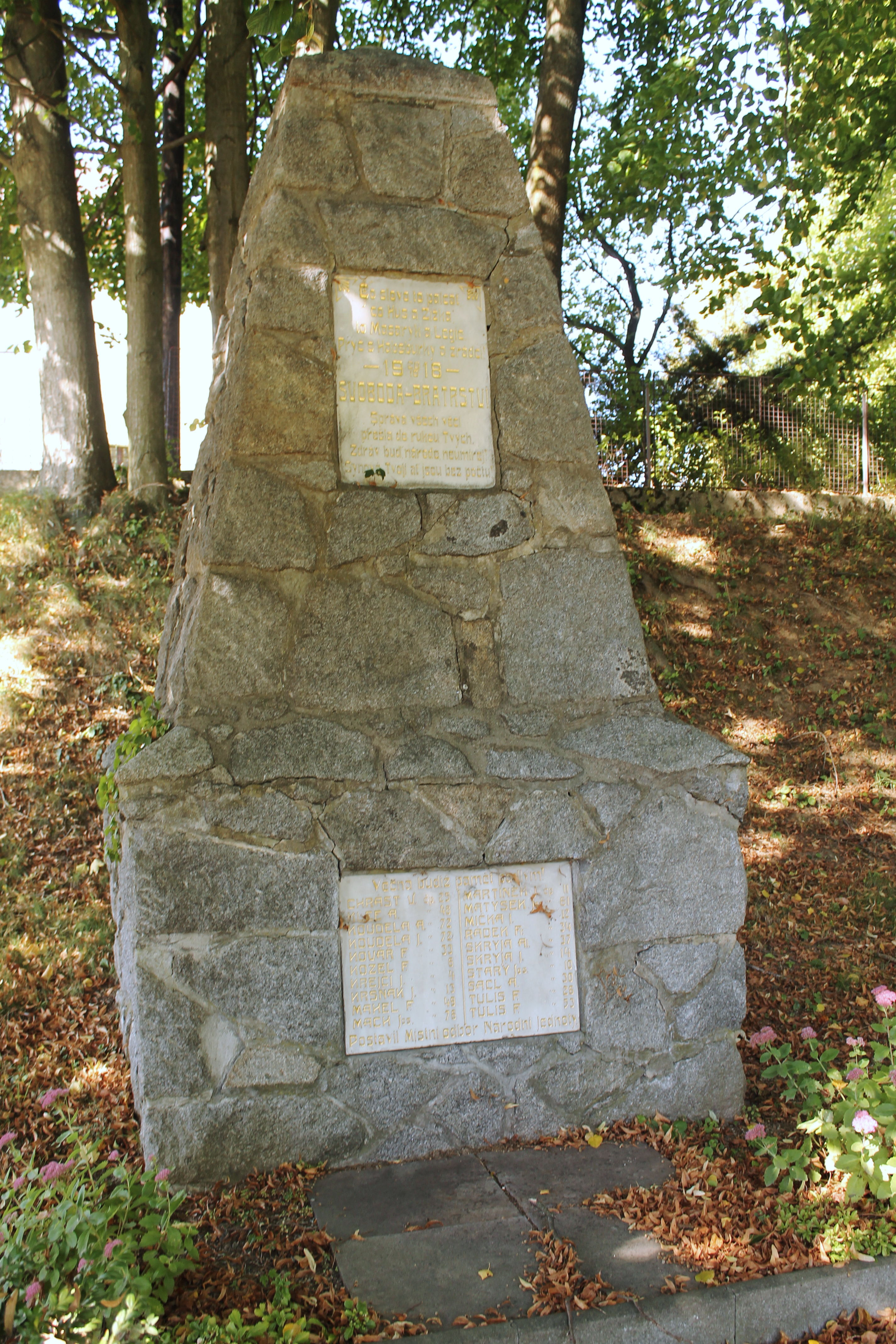
Pomník padlým v první světové válce
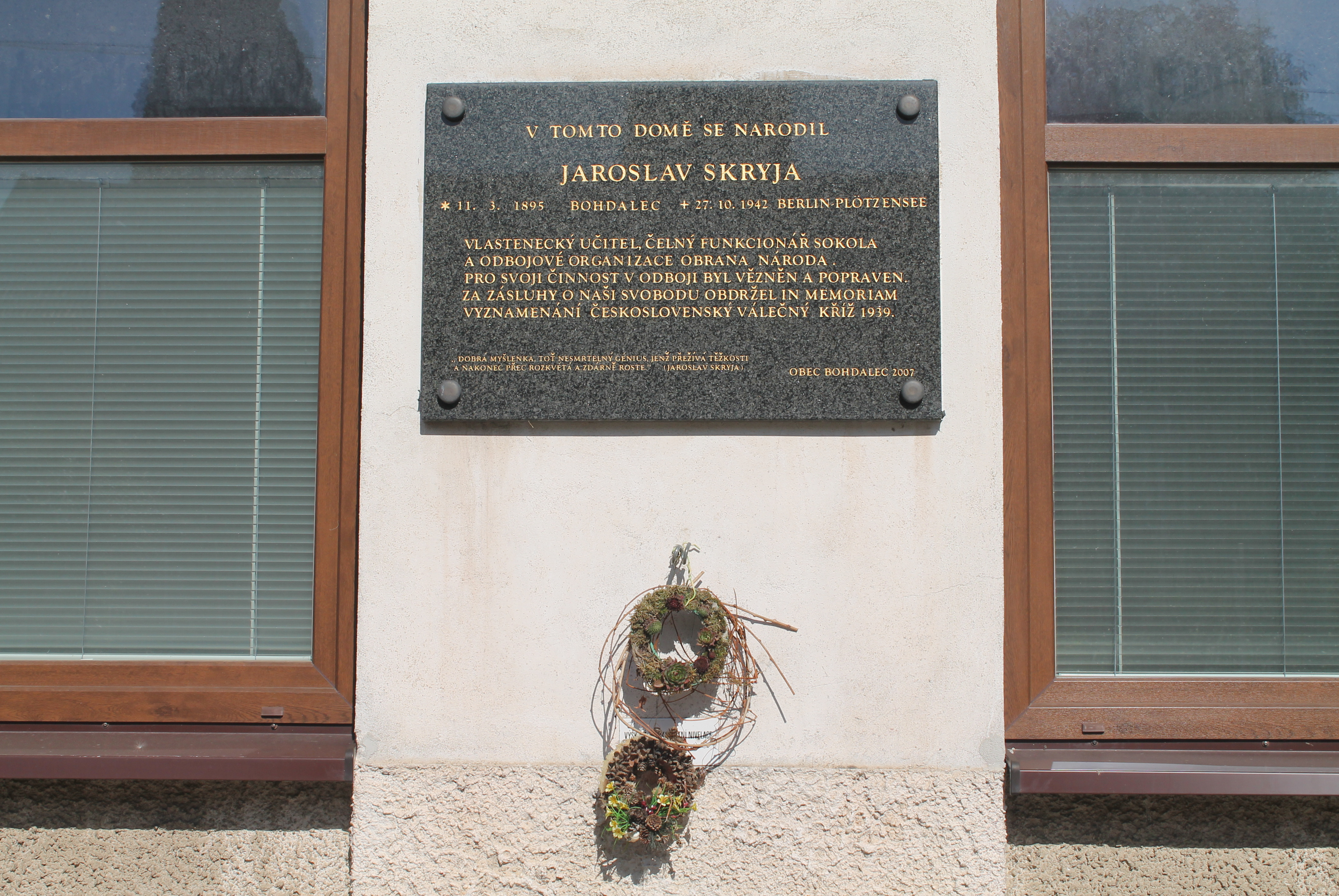
Pamětní deska Jaroslava Skryji
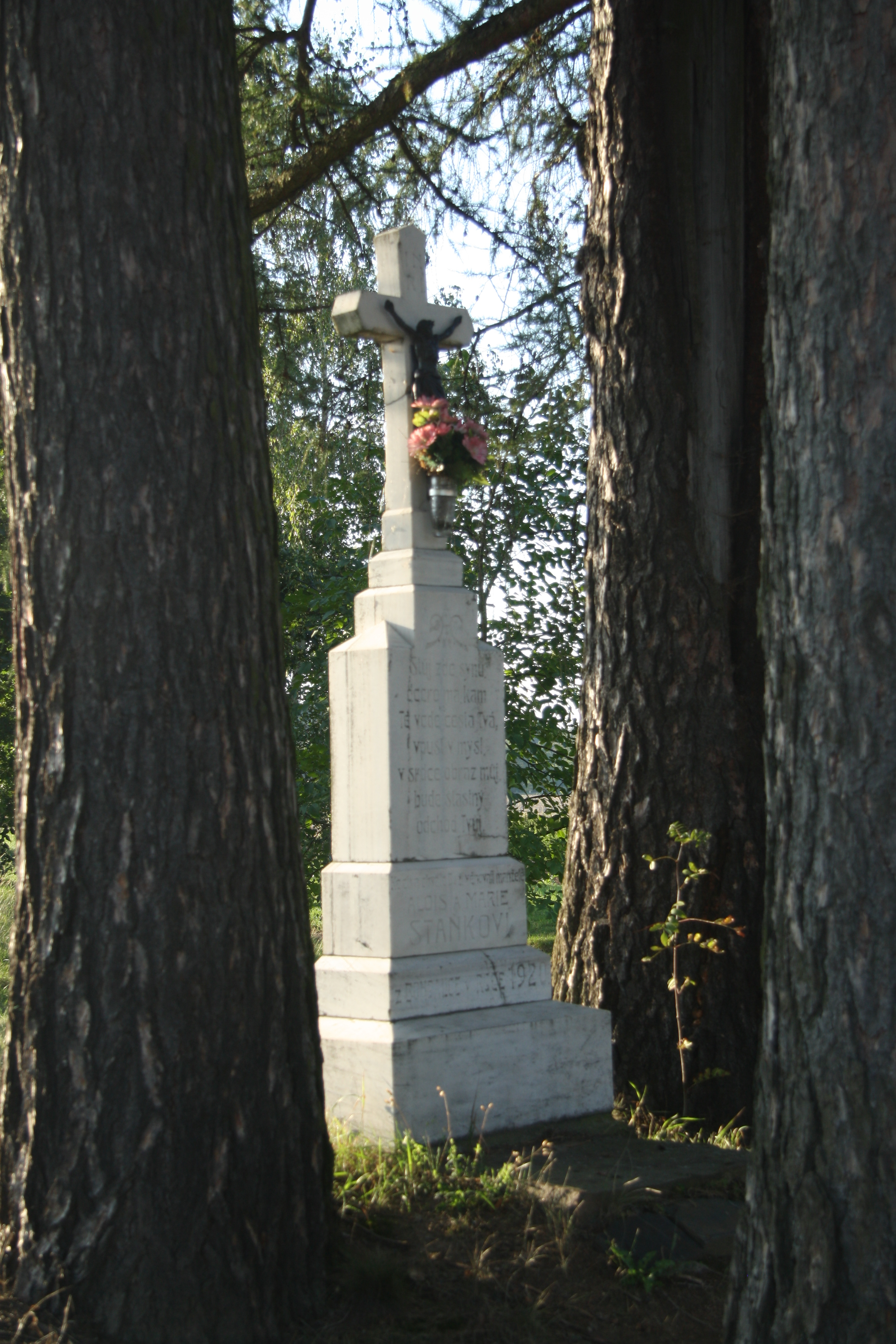
Kříž na jižním okraji vsi
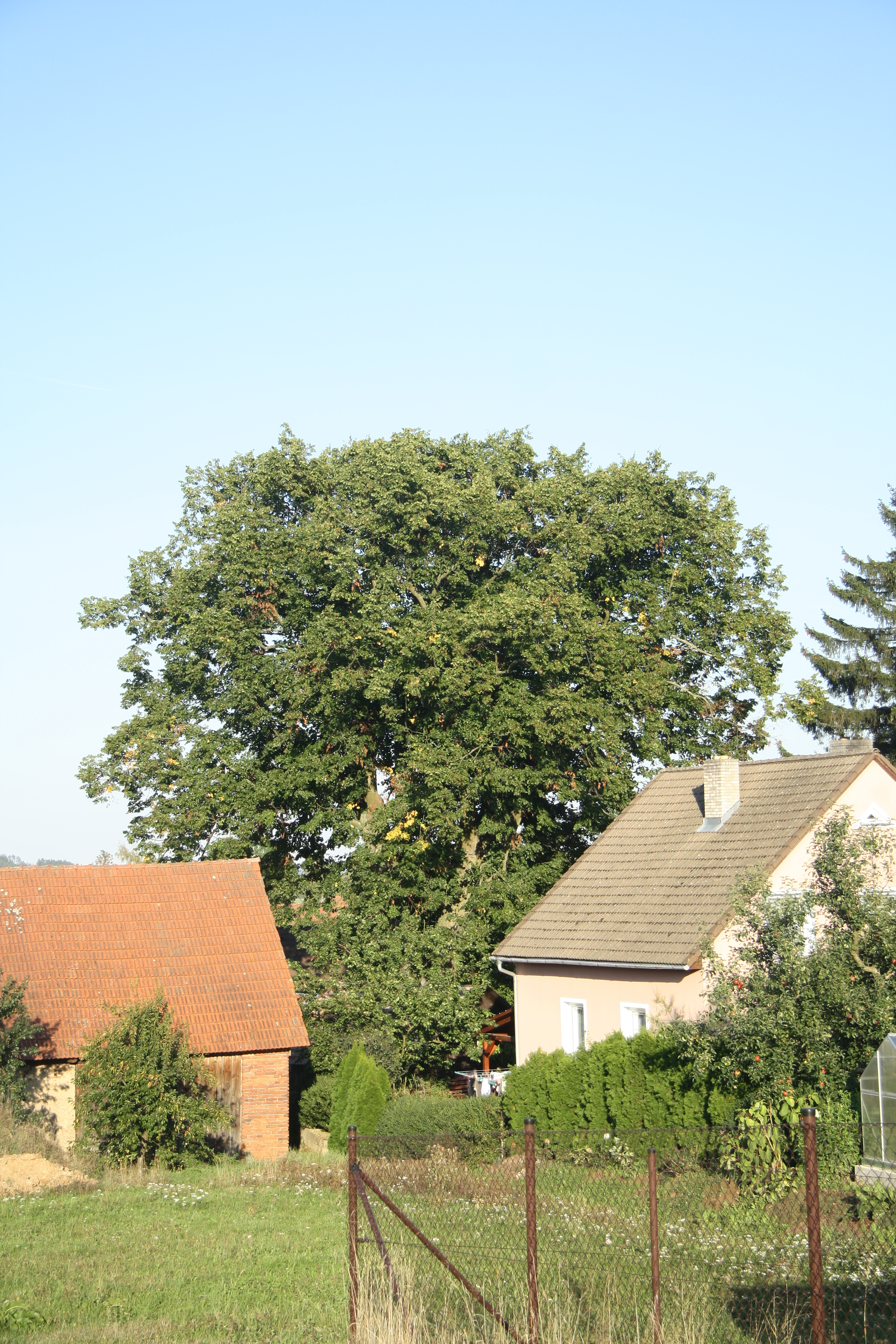
Památná Staňkova lípa
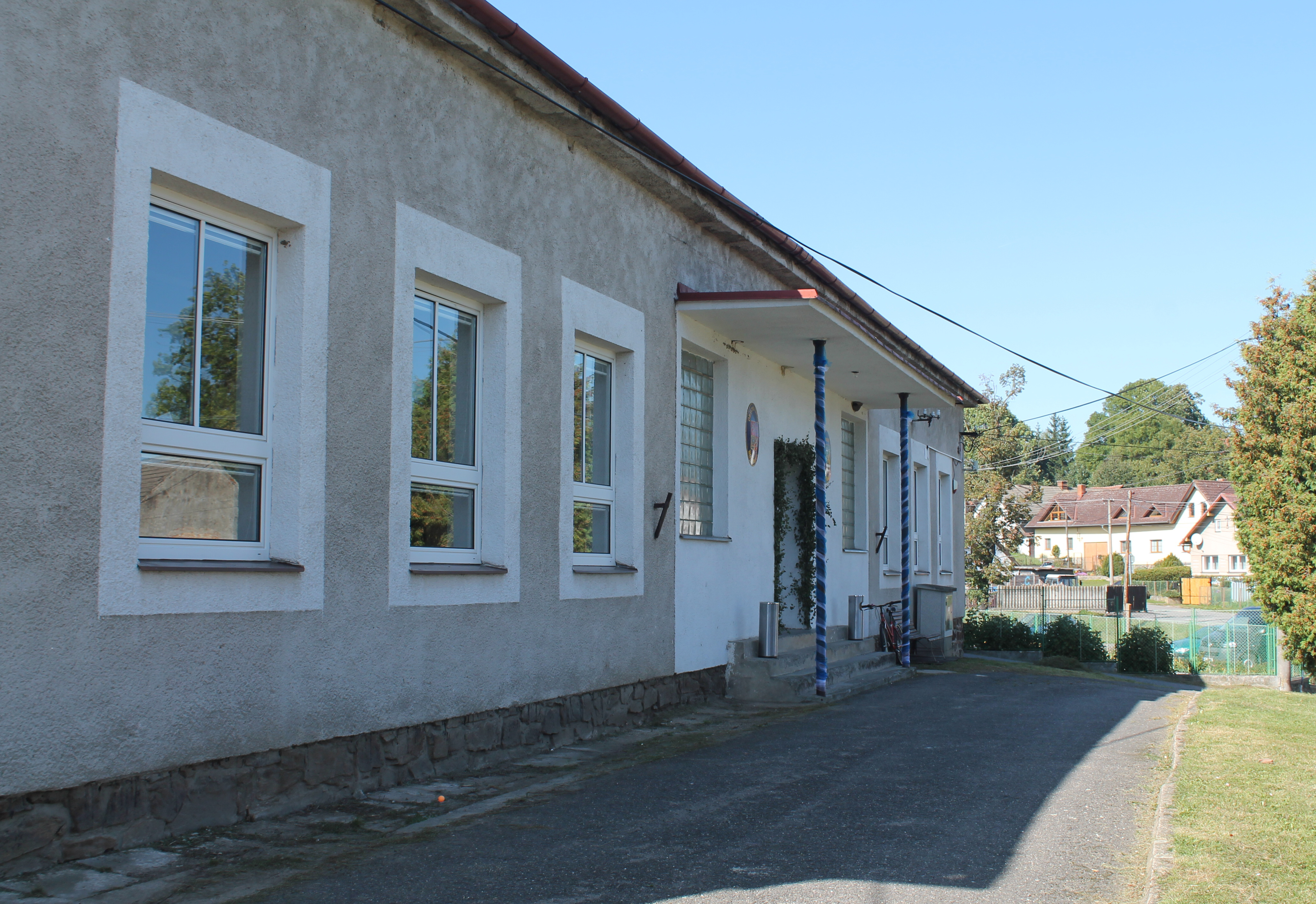
Obecní úřad
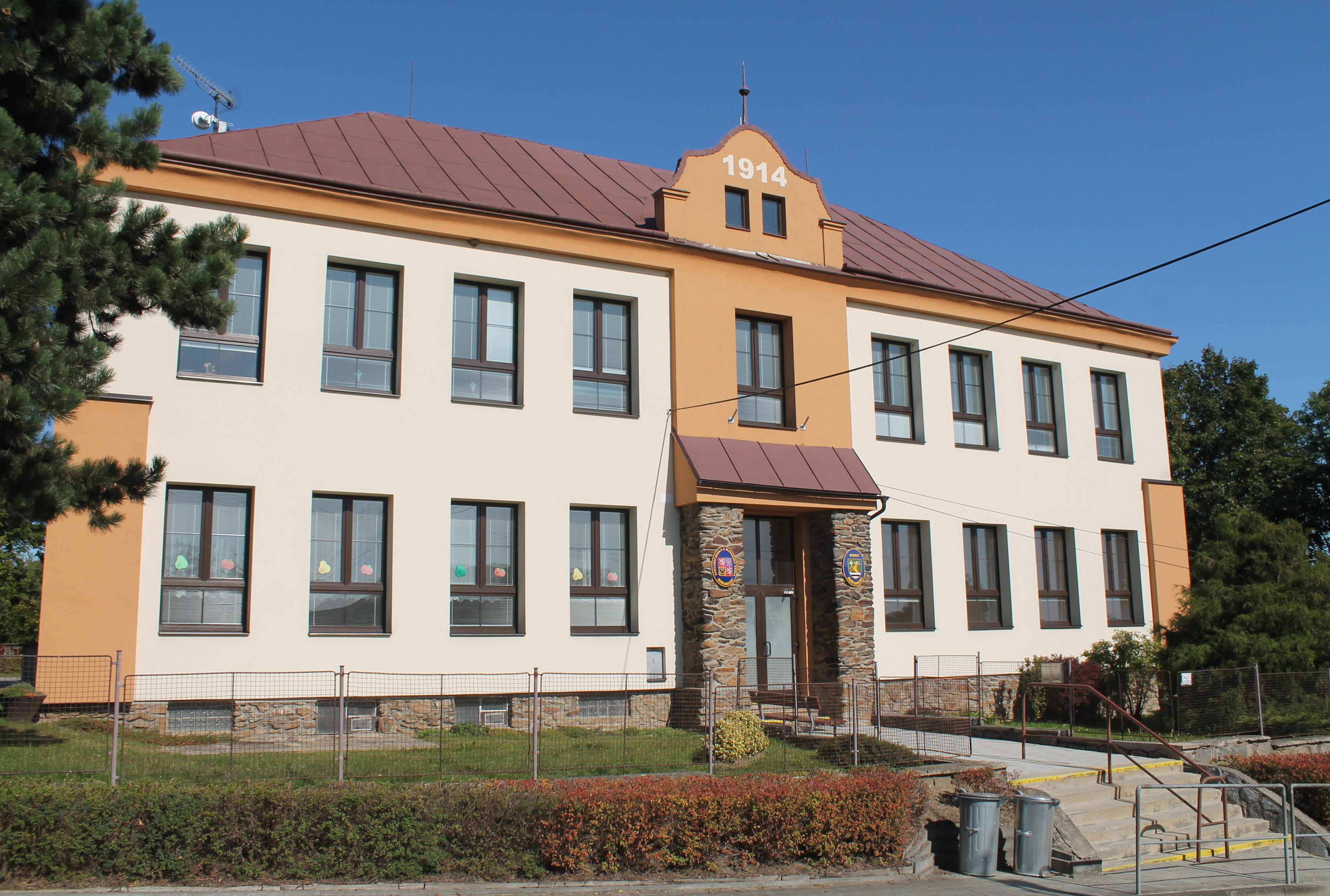
Základní a mateřská škola
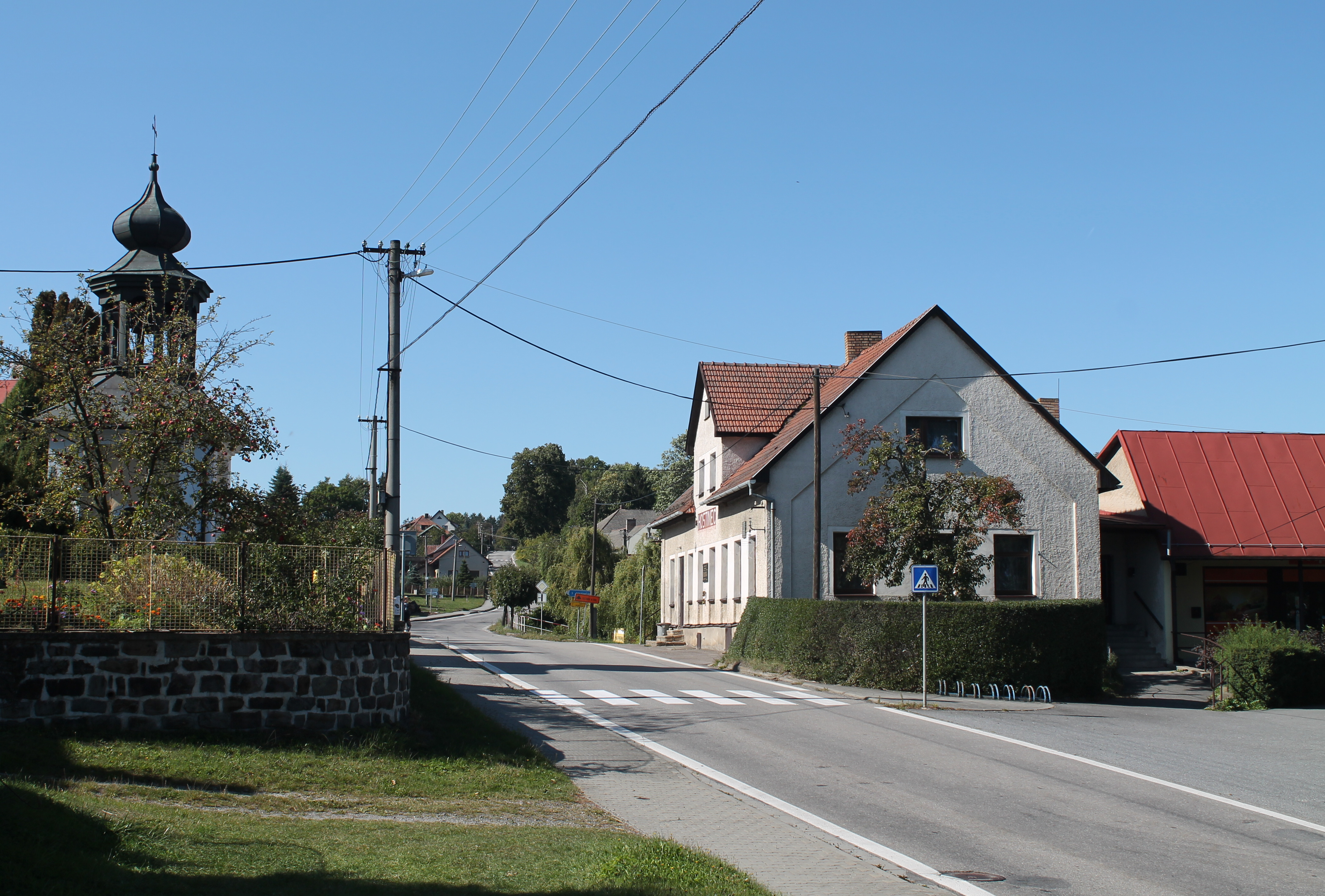
Hlavní silnice